# Sphinx leucophaeata
Sphinx leucophaeata ist ein Schmetterling (Nachtfalter) aus der Familie der Schwärmer (Sphingidae). Die Art ist in Nord- und Mittelamerika von Mexiko bis nach Panama verbreitet.

## Merkmale
Die Falter haben eine Vorderflügellänge von 62 bis 75 Millimetern. Auf Grund ihrer Größe und ihrer weißlichgrauen Vorderflügel, die mit einigen wenigen schwarzen Linien versehen sind, ist die Art unverwechselbar. Die Art zeigt nur wenig Variabilität.
Die verhältnismäßig großen Raupen haben eine kräftig grüne Grundfarbe und tragen an den Seiten sieben sehr breite, schräge, dunkelbraune Streifen, die zu einer ebenso gefärbten Längsbinde am Rücken führen. Die ersten drei Paare Streifen sind kürzer und reichen nur etwa zur Hälfte der Segmente, die restlichen Streifen erreichen die Bauchbeine. Die Streifen sind beidseitig auf ganzer Länge weiß gerandet. Der dorsale Rand ist sehr dünn, der ventrale ist etwas breiter. Auch der Nachschieber und daran angrenzend teilweise das vorletzte Segment ist dunkelbraun. An der Basis jedes braunen Seitenstreifens befinden sich feine weiße Sekundärborsten. Die Stigmen sind orange. Der Kopf hat die gleiche Farbe wie der Körper, an beiden Seiten des Gesichts befinden sich aber dunkelbraune Binden und auch die Segmentnähte am Gesicht sind so gefärbt. Der Kragen hinten am Kopf ist kräftig gelb. Das Analhorn ist einerseits nach hinten gekrümmt, beschreibt aber eine wieder nach vorne gerichtete Kurve. Es ist fast ganze schwarz und weiß behaart. Die Raupen sind unverwechselbar.
Die ebenfalls sehr große Puppe ist kastanienbraun und hat eine glatte Oberfläche. Die Rüsselscheide ist sehr lang und beschreibt einen großen Bogen weit weg vom Körper. Sie endet in einer verdickten Spitze. Hinter dem siebten Hinterleibssegment sind die Segmente stark verkleinert. Durch die dadurch entstehende Erhöhung erscheint die Puppe dort zusammengeschoben. Dieses Merkmal ist innerhalb der Gattung Sphinx einzigartig. Der sehr breite Kremaster ist rau und endet in einer deutlichen Doppelspitze.

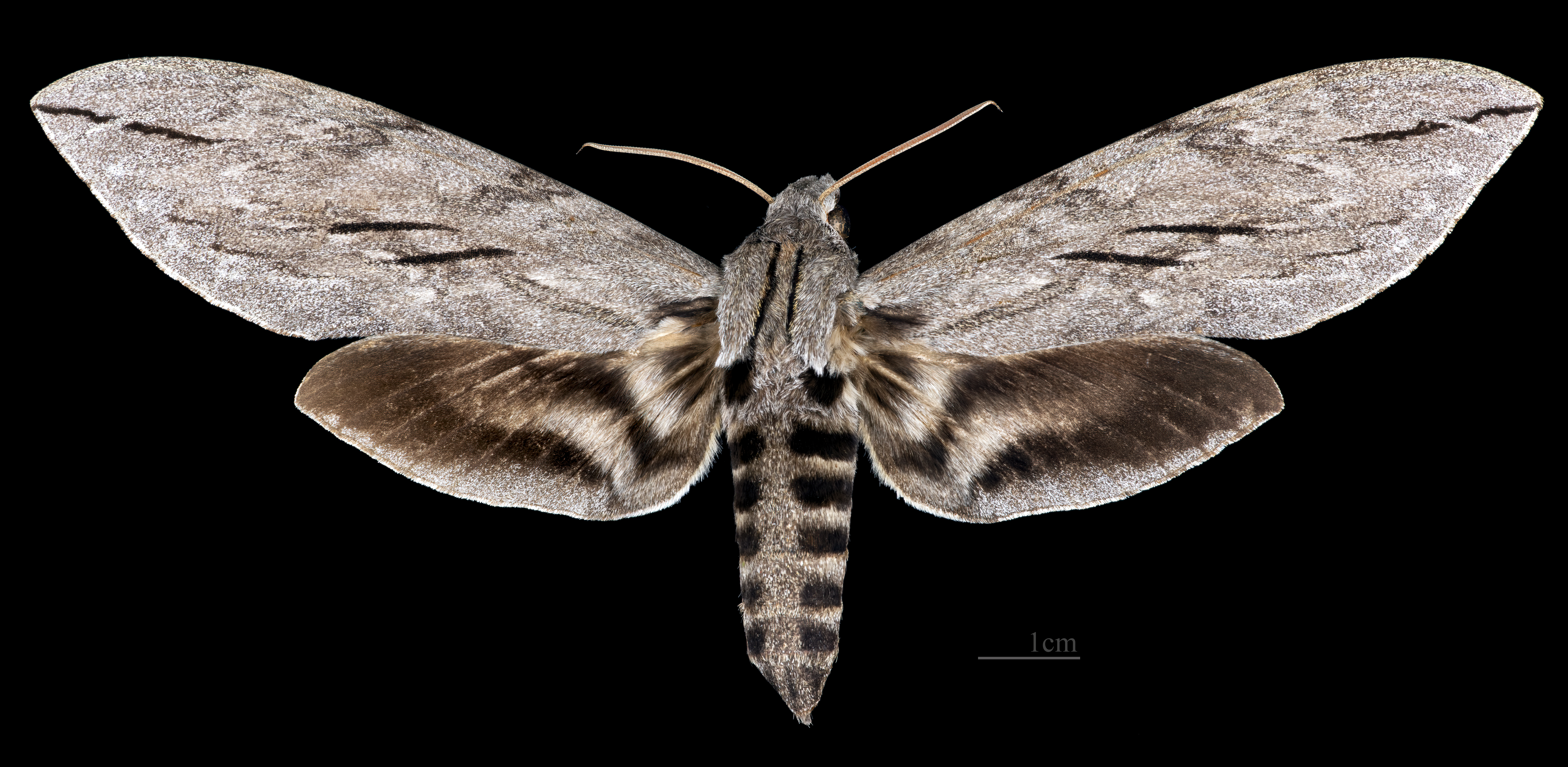
Sphinx leucophaeata ♀
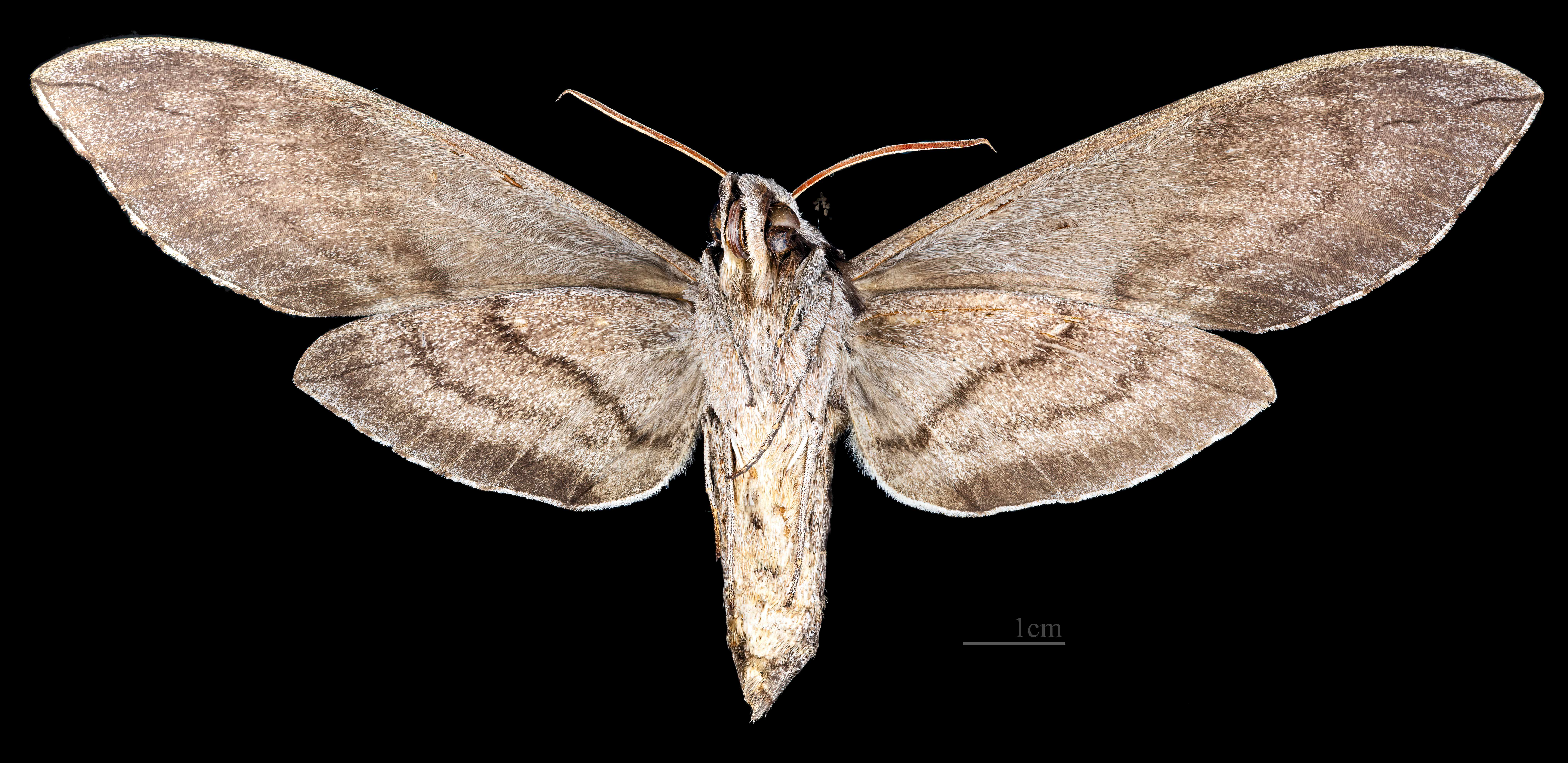
Sphinx leucophaeata ♀ △

## Vorkommen
Sphinx leucophaeata ist in Nord- und Mittelamerika von Mexiko bis nach Panama verbreitet und tritt in den Vereinigten Staaten offenbar nur als gelegentlicher Irrgast auf. Die Art ist dort nur vom undokumentierten Typusfundort in Texas und aus dem Hidalgo County (Texas) bekannt. Der Typusfundort befindet sich aller Wahrscheinlichkeit nach im Rio-Grande-Tal im äußersten Süden von Texas.

## Lebensweise
Die Lebensweise der Art ist weitgehend unbekannt. Die Raupen wurden an Forestiera neomexicana nachgewiesen. Sie verpuppen sich in einer Kammer tief im Erdboden.

## Belege